# قلعه آسمان دوله
قلعه آسمان دوله مربوط به دوره هخامنشی است و در شهرستان چرداول، بین روستاهای‌علی‌آبادوسطی وسفلی واقع شده و این اثر در تاریخ ۱۴ مرداد ۱۳۸۲ با شمارهٔ ثبت ۹۵۳۵ به‌عنوان یکی از آثار ملی ایران به ثبت رسیده‌است.